# Щербина, Владимир Анатольевич
Владимир Анатольевич Щербина (укр. Володимир Анатолійович Щербина; 7 января 1950 — 9 января 2015) — украинский журналист. Заслуженный журналист Украины (2007).

## Биография
Владимир Анатольевич Щербина родился 7 января 1950 года в городе Киеве в семье врачей. Детство провел в Черкасской области.
В 1967 году окончил с золотой медалью среднюю школу в городе Ватутино Звенигородского района Черкасской области. В этом же году поступил на теплоэнергетический факультет Киевского политехнического института, который окончил в 1973 году. Работал инженером на заводе «Ленинская кузница» (1973—1990).
Депутат Киевского городского Совета (1990—1994), секретарь Комиссии по национальным и языковым вопросам. Начальник отдела в Антимонопольном комитете Украины (1994—1996).
Работал журналистом в газете «Вечерний Киев» (1996—2007), редактор отдела. Член Общества Украинского языка (1989), которое в 1991 году реорганизовалось в Всеукраинское общество «Просвещение» имени Тараса Шевченко, Народного Руха Украины (1989), Киевской городской организации Всеукраинского общества «Мемориал» им. Василия Стуса (1997), Союза журналистов Украины (2001).
Заслуженный журналист Украины (2007).